# Röthehof

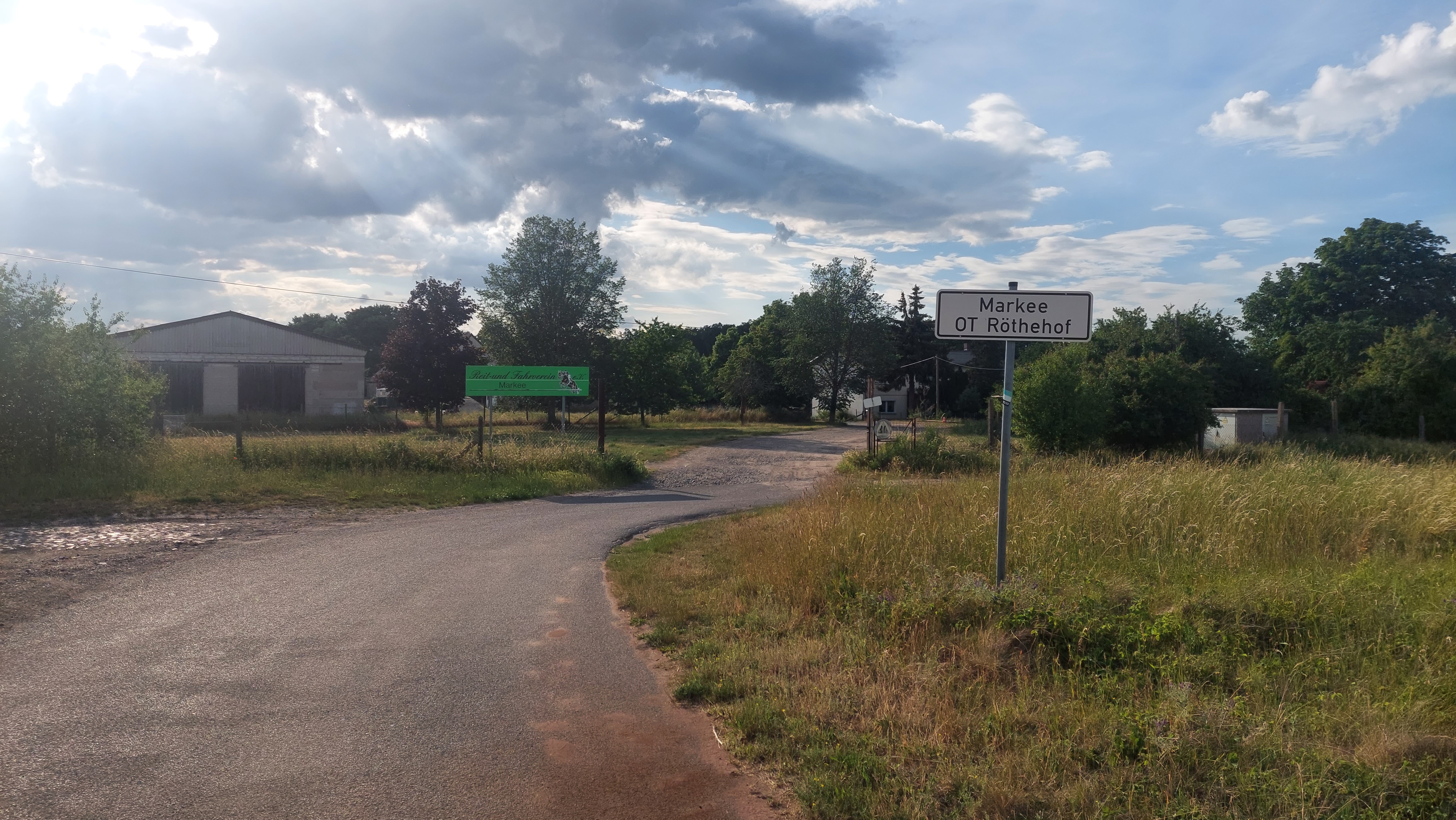
Ortseingang von Röthehof

Röthehof ist ein Wohnplatz im Ortsteil Markee der Stadt Nauen im brandenburgischen Landkreis Havelland.

## Lage
Röthehof liegt im südöstlichen Teil des Gebiets der Stadt Nauen, etwa vier Kilometer südlich von Nauen, an einer in westliche Richtung von der Landesstraße 86 abzweigenden Straße. An der gleichen Straße liegt nur wenige hundert Meter östlich der Wohnplatz Neugarten. In südlicher Richtung liegen Tremmen und Etzin, beides Ortsteile der Stadt Ketzin/Havel. In westlicher Richtung liegt der Nauener Ortsteil Schwanebeck. Etwa zwei Kilometer nördlich liegt Markee. Ebenfalls nördlich verlaufen die Gleise der Bahnstrecke Berlin–Lehrte.

## Geschichte
Das Vorwerk Röthehof von Markau wurde um 1832 durch die Familie von Bredow gegründet. Im Amtsblatt des damals zuständigen Regierungsbezirk Potsdam heißt es dazu mit Wirkung vom 22. Februar 1832: „Dem, von dem Obersten von Bredow zu Markau im Osthavelländischen Kreise auf seiner Feldmark erbaueten neuen Vorwerke, ist der Name Röthehoff beigelegt worden.“
Röthehof war seit 1893 Haltepunkt der Osthavelländischen Kreisbahnen (Strecke Nauen–Ketzin) und seit 1901 Endpunkt der Westhavelländischen Kreisbahnen (Strecke Röthehof–Brandenburg). Auf beiden Strecken wurde sowohl Güter- als auch Personenverkehr betrieben. Der Bahnhof Röthehof diente also auch als Umstiegsbahnhof zwischen den beiden Strecken.
Zu Beginn des 20. Jahrhunderts wurde eine Müllhalde in Röthehof angelegt. Diese gelangte in den Besitz des Landwirts und Gutspächters Arthur Schurig (1869–1932), der dort ein landwirtschaftliches Feldexperiment zur Verwertung von Hausmüll zum Zwecke der Melioration/Kultivierung bzw. Düngung von nährstoffarmen Flächen begann. Dazu ließ er Hausmüll aus dem damals noch eigenständigen Charlottenburg nach Röthehof bringen. Der Müll wurde hier gelagert und über mehrere Jahre hinweg kompostiert, um anschließend auf den Feldern untergepflügt zu werden. Schurig konnte beweisen, dass diese Anreicherung nicht bei allen Nutzpflanzen zu nennenswerten positiven Effekten auf das Wachstum führt. 1917 wurde er Pächter der Güter Markee, Markau sowie Schwanebeck und dehnte seinen Besitz somit auf rund 3500 ha (entspricht 35 km²) aus. Der ankommende Müll wurde vom Bahnhof in Neugarten auf die Deponie Röthehof verladen. Der fertige Kompost wurde von dort mit den Kleinbahnen und mit Verwendung von fliegenden Gleisen auf die Felder der Schurigschen Güter verbracht. Die Entwicklungen stießen mitunter auch auf Widerstand der Bewohner von Röthehof und Neugarten, weil der Müll Gestank verursachte und Tiere wie z. B. Ratten anzog.
Mit der Eingemeindung von Markau nach Markee im Jahr 1950 wurde Röthehof ein Wohnplatz der Gemeinde Markee. Am 26. Oktober 2003 wurde wiederum Markee nach Nauen eingemeindet.

## Belege
1. ↑  Amtsblatt der königlichen Regierung zu Potsdam und der Stadt Berlin Jahrgang 1832, S. 75 unter Vermischte Nachrichten
2. ↑  Wolfgang Böhm: Biographisches Handbuch zur Geschichte des Pflanzenbaus, ISBN 978-3-11-096710-4, S. 308
3. ↑  Susanne Köstering, Renate Rüb: Müll von gestern? Eine umweltgeschichtliche Erkundung in Berlin und Brandenburg, ISBN 3-8309-1258-7, S. 95

Koordinaten: 52° 33′ N, 12° 51′ O